# Społeczna wydajność pracy
Społeczna wydajność pracy – jeden z mierników relacji pomiędzy wytwarzanym dochodem narodowym a stanem zasobów narodowych. Stanowi jeden z elementów diagnostyki prowadzonej na potrzeby polityki ekonomicznej. Wyraża się przez stosunek między wielkością wytworzonego dochodu narodowego a liczbą zatrudnionych w gospodarce narodowej.